# DWG
DWG je binarni format datoteke koji se koristi za čuvanje  ili  podataka. Predstavlja izvorni format za nekoliko  programa kao što su DraftSight, AutoCAD, GstarCAD, Caddy i Open Design Alliance. Osim toga, DWG je takođe podržan od strane mnogih drugih CAD aplikacija.
DWG datoteke tipično imaju ekstenziju .dwg, ali mogu imati i druge: .bak (sigurnosne kopije), .dws (standardni crtež), .dwt (šablon crteža) i .sv$ (privremena automatski sačuvana kopija).
Format je razvio Majk Ridl u kasnim 1970-im, a Autodesk ga je počeo koristiti kao osnovni format za AutoCAD 1982. godine.

## Spoljašnje veze
- Mediji vezani za članak  na Vikimedijinoj ostavi